# Utetes microtempus
Utetes microtempus är en stekelart som först beskrevs av Fischer 1988.  Utetes microtempus ingår i släktet Utetes och familjen bracksteklar. Inga underarter finns listade i Catalogue of Life.